# Ward Thielemans
Edward (Ward) Thielemans (Melsbroek, 17 februari 1928 - Lennik, 25 juli 2019) was een Belgisch bestuurder.

## Levensloop
Thielemans studeerde af als licentiaat Economische Wetenschappen aan de Katholieke Universiteit Leuven. Eind jaren zestig was hij hoofd van de studiedienst van de Kredietbank. Later maakte hij deel uit van de raad van bestuur van de Kredietbank en tot 1993 gedelegeerd bestuurder van de holding Almanij.
Verder was Thielemans deeltijds docent aan de Katholieke Universiteit Leuven. 
In 1988 werd Thielemans aangesteld als voorzitter van het Verbond van Kristelijke Werkgevers en Kaderleden (VKW) in opvolging van Antoine Bekaert. Hij bleef voorzitter tot 1994 en werd opgevolgd in deze hoedanigheid door Luc Santens.
Thielemans was ook voorzitter van de Vlaams-Zuid-Afrikaanse Cultuurstichting.